# Departamento Bermejo (Chaco)
Das Departamento Bermejo liegt im äußersten Osten der Provinz Chaco im Nordwesten Argentiniens und ist eine von 25 Verwaltungseinheiten der Provinz. 
Es grenzt im Nordwesten an das Departamento Libertador General San Martín, im Nordosten an die Provinz Formosa, im Südosten an Paraguay und die Provinz Corrientes und im Südwesten an das Departamento Primero de Mayo. 
Die Hauptstadt des Departamento Bermejo ist La Leonesa. Sie liegt 100 Kilometer von der Provinzhauptstadt Resistencia entfernt.

## Städte und Gemeinden
Das Departamento Bermejo ist in folgende Gemeinden aufgeteilt:
- General Vedia
- Isla del Cerrito
- La Leonesa
- Las Palmas
- Puerto Bermejo
- Puerto Eva Perón

Koordinaten: 27° 0′ S, 58° 45′ W